# Xã Ada, Quận Dickey, Bắc Dakota
Xã Ada (tiếng Anh: Ada Township) là một xã thuộc quận Dickey, tiểu bang Bắc Dakota, Hoa Kỳ. Năm 2010, dân số của xã này là 51 người.